# 圣安德鲁斯
圣安德鲁斯（英語：St Andrews；拉丁语：S. Andrea；苏格兰语：Saunt Aundraes；苏格兰盖尔语：Cill Rìmhinn）是坐落在英国苏格兰东海岸法夫行政區的大鎮，是中世纪时苏格兰王国的宗教首都。圣安德鲁斯不但有苏格兰最古老的大学，也由于其在高尔夫运动发展中作出的诸多贡献被称为“高尔夫故乡”。
今天的圣安德鲁斯人口大约有16800（2011年数据），濒北海，距离最近的城市邓迪大约20多公里。镇内古建筑林立，基本保持了中世纪古城的架构。

## 历史
最早居住在泰河和伊甸河河口的人类在中石器时代（公元前10000到5000年）从欧洲平原迁徙到不列颠岛。公元前4500年前，一只游牧民族在圣安德鲁斯镇现址周围定居了下来，他们砍伐树林开垦土地并建造房屋。
在苏格兰王国建立前，皮克特人就已经在圣安德鲁斯聚居。公元8世纪时，皮克特国王安格斯一世在此地建立了一座修道院来供奉基督教圣徒圣安德鲁斯的遗骨。据称这些遗骨是圣瑞格鲁斯带来的，包括圣安德鲁斯的手臂、膝盖骨、3根手指和牙齿。公元877年，国王康斯坦丁一世在圣安德鲁斯为修士们建了一座新教堂。公元906年，圣安德鲁斯成为了阿尔巴主教（Bishop of Alba）的驻地，教区范围从福斯河一直到特威德河。公元908年后，苏格兰王国的宗教与周围皮克特人的宗教正式融合，圣安德鲁斯成为主教所在地，称苏格兰高主教（High Bishop）。公元940年，康斯坦丁三世逊位后选择成为了圣安德鲁斯修道院的院长。

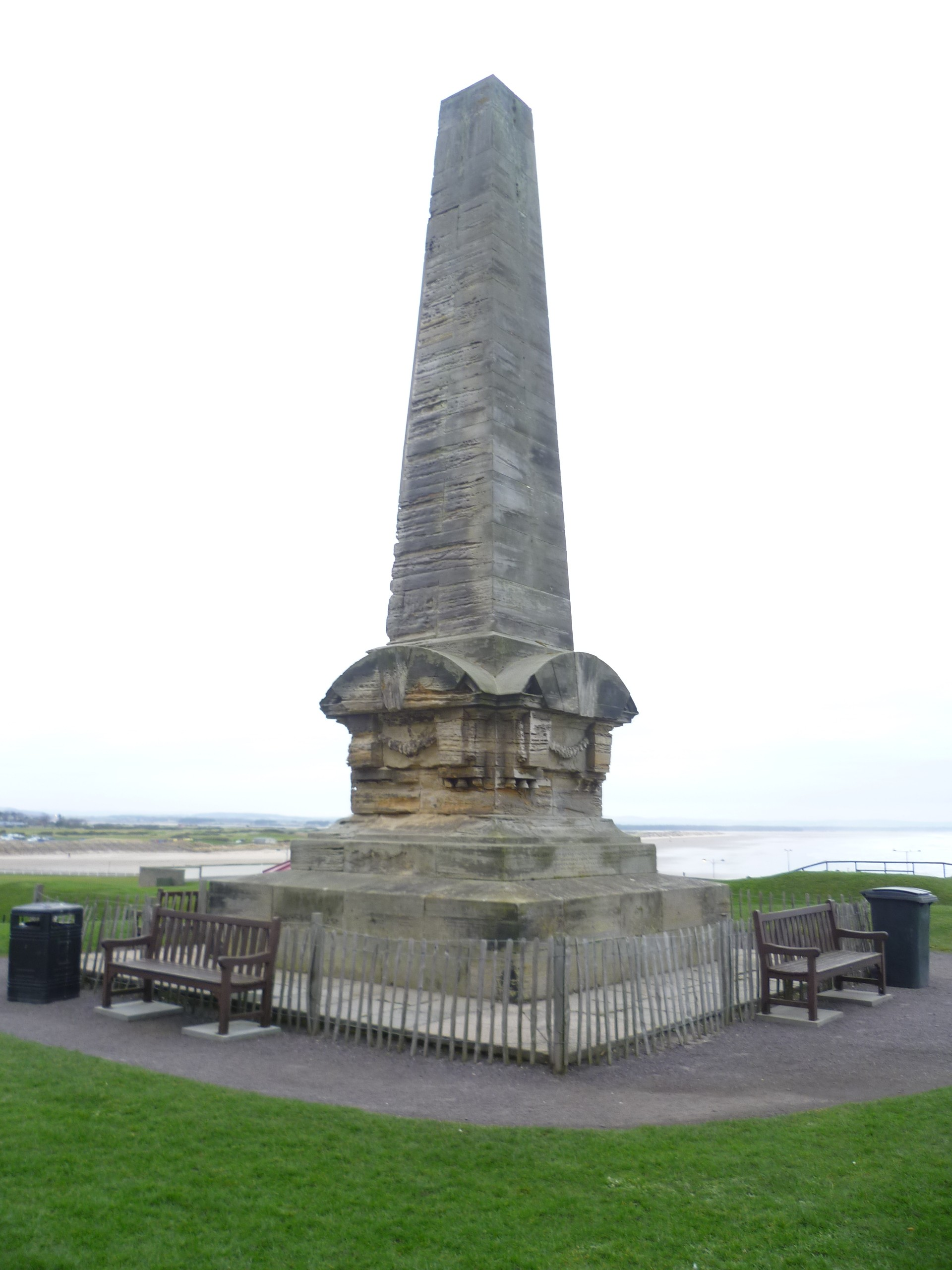
圣安德鲁斯海边的宗教改革烈士纪念碑

1124年，圣安德鲁斯成为皇家自治镇（Royal Burgh）。到了1140年，在罗伯特主教治下，圣安德鲁斯的城镇布局初具雏形。1170年的一份宪章显示新镇位于大教堂西側的土地上，南北走向的城堡街是當時的主街。後來又在此基礎上修築了東西走向的北街和市場街，構成了今天聖安德魯斯的的框架。1357年，在司康宮的大議會上，聖安德魯斯首度擁有了自己的代表。1411年，一些从巴黎大学和英国各处流亡到圣安德鲁斯的学者在当地开办讲座。1413年，亨利·华德洛（Henry Wardlaw）主教从教皇本笃十三世处获得了宪章，成立了圣安德鲁斯大学。

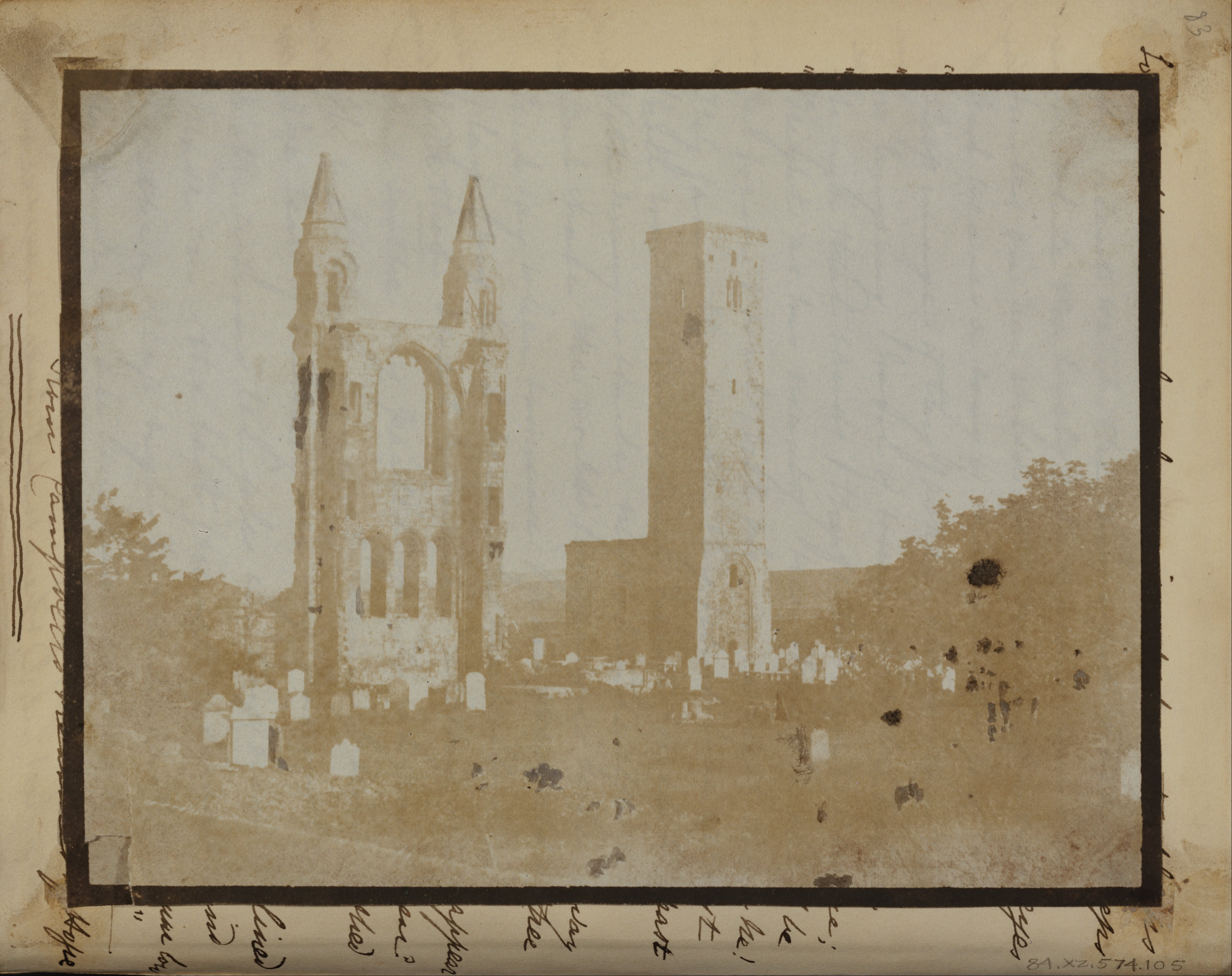
圣安德鲁斯大教堂遗迹（摄于19世纪中叶）

15世纪中叶，圣安德鲁斯主教正式成为苏格兰国教的两个大主教之一，也出任主教长（Primate），另外一个在首都爱丁堡。圣安德鲁斯大教堂的存在令这座城市成为中世纪欧洲最多朝圣者参访的目的地之一。无数信徒从苏格兰乃至欧洲各地蜂拥而至，在圣安德鲁斯教堂的祭坛下礼拜，希望受到祝福或是令疾病痊愈。大量朝圣者的到访为圣安德鲁斯带来贸易和经济发展，亦令这座小镇成为汇聚了欧洲各类势力的宗教中心。16世纪，圣安德鲁斯发展到了顶峰，人口估计有14000人，已与今日齐平。但在1559年，苏格兰宗教改革和三国之战极大地动摇了圣安德鲁斯的地位，令它失去了以往的繁荣。大约在1697年，圣安德鲁斯大学因为小镇的长期凋敝而考虑迁址到珀斯，但最终没有成行。1620年，国王詹姆斯六世 再度确认了圣安德鲁斯的皇家自治镇地位。18世纪，虽然圣安德鲁斯持续衰退，但高尔夫运动的兴起给小镇带来了生机。到了19世纪，圣安德鲁斯进行了大规模的扩张，房屋的修建不再受到中世纪格局的限制。21世纪的圣安德鲁斯则重振旗鼓，成为了集教育、观光、会展和高尔夫为一体的区域中心。

## 政府

### 地方政府
圣安德鲁斯的最低一级行政机构是皇家自治镇议会（Community Council）。议会每月第一个周一开会，负责将民众意见传达到地方政府和重要政府。目前的主席是卡伦·麦克莱奥德。值得注意的是，议会主席的官方称呼是市长（provost），但仅在仪式典礼上使用。

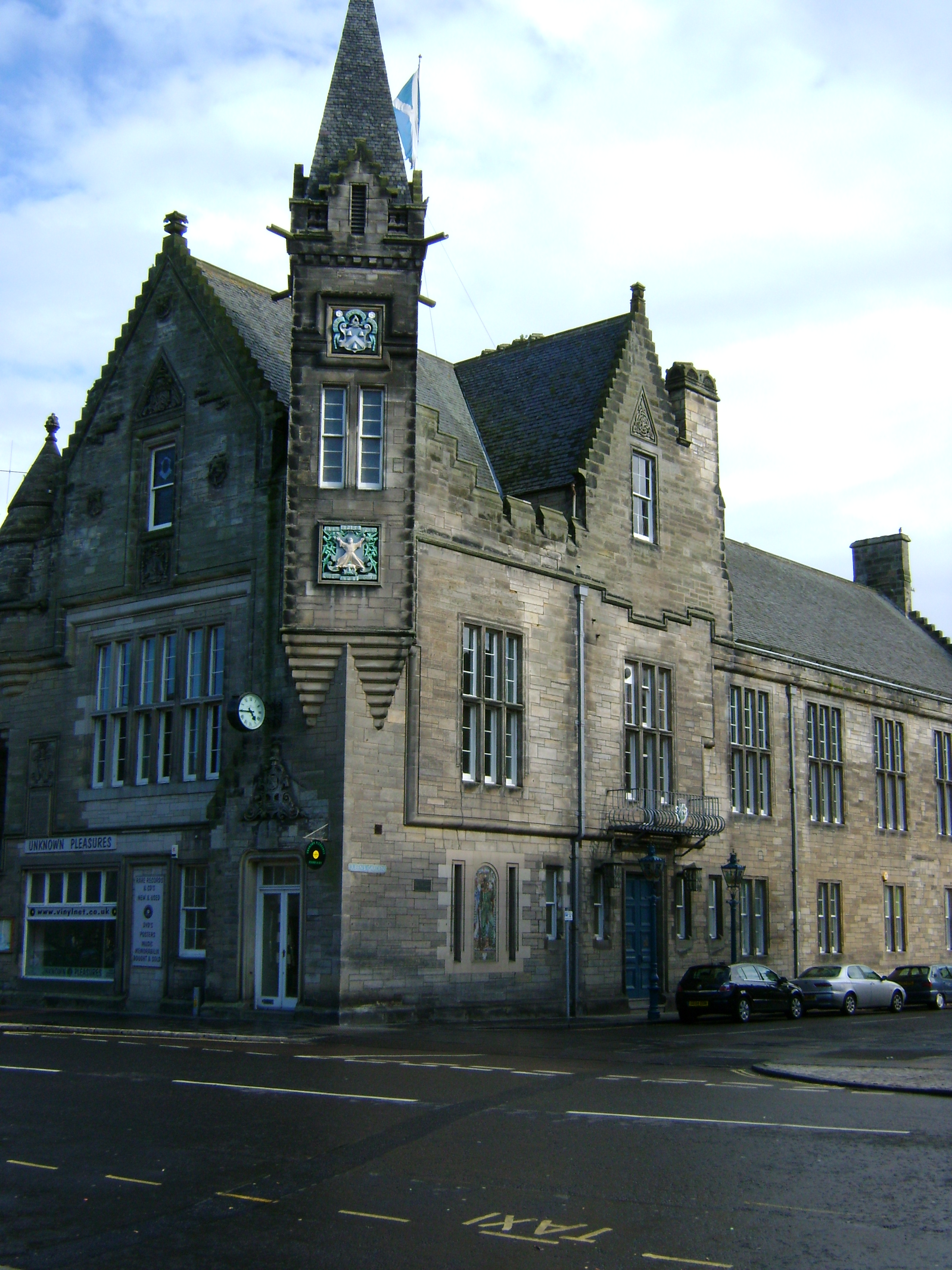
圣安德鲁斯市政厅

法夫议会是圣安德鲁斯的上级地方政府，负责统管整个法夫地区的行政、立法和谘议事务。
圣安德鲁斯隶属苏格兰议会的东北法夫选区，由一名议员代表。苏格兰议会是英国权力下放后苏格兰的地方立法机构，负责教育、卫生、司法等自治事务的立法。

### 中央政府
圣安德鲁斯属于英国议会的东北法夫选区，由一名下议院议员代表。目前的议员是苏格兰自由民主党的溫蒂·張伯倫。

## 交通
和苏格兰的许多城镇不同的是，圣安德鲁斯并没有火车站。但在1852年至1969年间，倫敦及東北鐵路曾经运营过一条从卢卡斯（Leuchars）通往圣安德鲁斯的铁路线。虽然近年来有提议希望恢复铁路运营，但所有计划目前都处于搁置状态。
唯一能通往圣安德鲁斯的公共交通是巴士。从卢卡斯火车站每10分钟有一班99号巴士（或是99A/B/C/D）发往圣安德鲁斯巴士总站，班次更少的92号（或是92A/B/C/D）也连接火车站和圣安德鲁斯镇中心。从圣安德鲁斯搭乘巴士可以抵达附近的许多城镇，例如前往北面的邓迪或更远的爱丁堡、斯特灵等地。
距离圣安德鲁斯最近的机场是邓迪机场，在15英里外。邓迪机场有定期航班前往伦敦和贝尔法斯特。若是从有国际航班的爱丁堡机场出发，则需要先前往爱丁堡市区的火车站或是巴士站转乘，或是乘坐747号巴士到赫比斯（Halbeath）的转运站再搭乘X59或X24巴士。
A91、A915、A917、A918和B939公路均经过圣安德鲁斯。

## 地标景点

### 城门
圣安德鲁斯曾经被数道城门（苏格兰语：port）围绕。目前只有两扇门幸存下来，分别是南街的西门（苏格兰语：So'gait）和东部港口的海门（Sea Yett）。其中，西门是苏格兰现存罕见的城门，属于保护地标。中门两侧有半八边形的圆形城垛，顶部有人行通道。两侧的小拱门和浮雕是1843年至1845年大修时新增的。

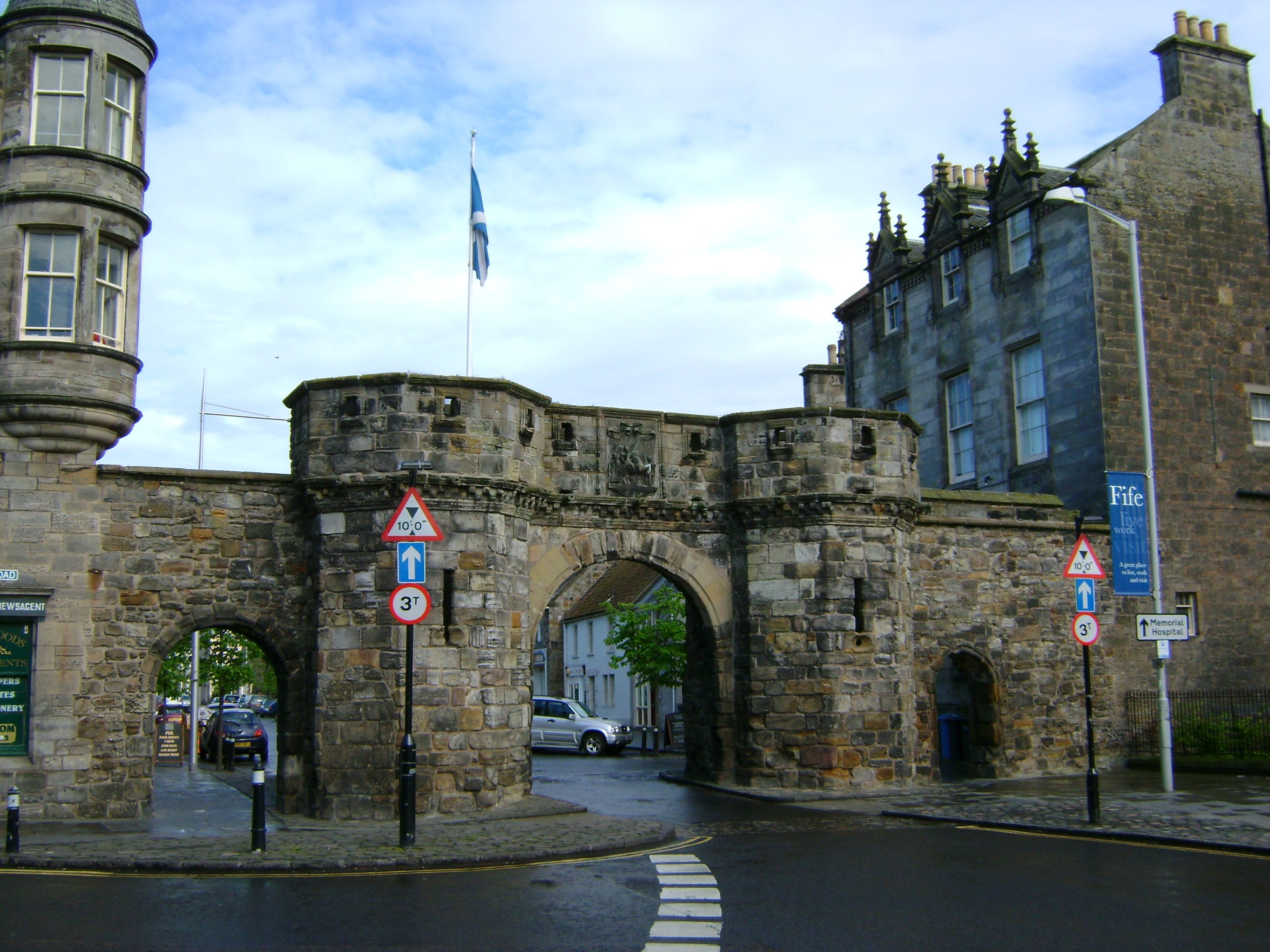
圣安德鲁斯的西门

### 圣三一教堂
圣三一教堂（又称圣三一教区堂）是一级保护建筑，是圣安德鲁斯最古老的教堂。教堂在1144年落成时位于圣安德鲁斯主教座堂的东南山墙附近，在1234年由大卫·德·本罕主教祝圣。1410年至1412年间，教堂又搬到了现在的南街北侧的位置。1798年到1800年，罗伯特·贝尔福对教堂进行了重修，令原来的建筑细节悉数遗失。到了1907年再度修复时，教堂又改回了中世纪的容貌。

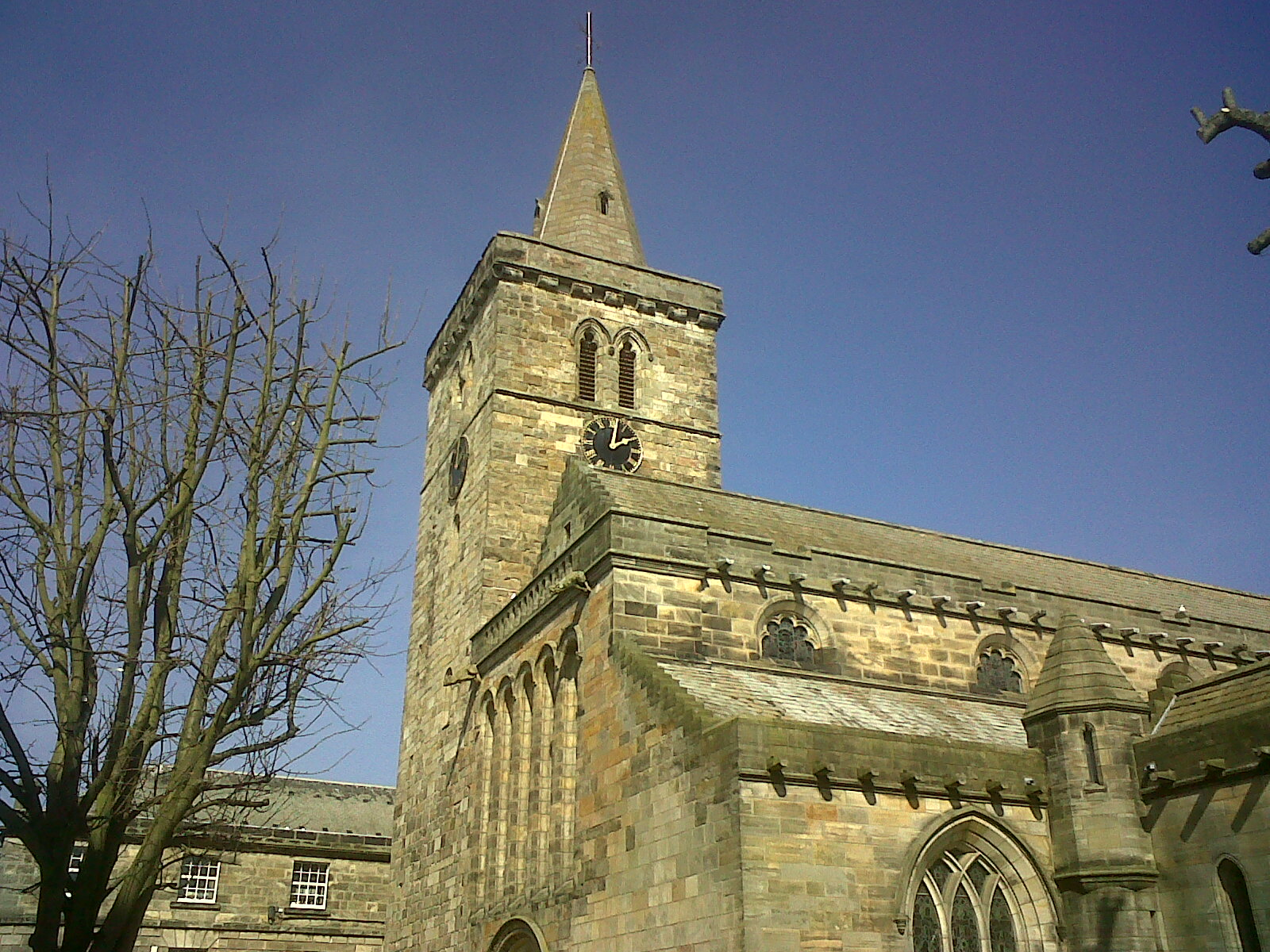
圣三一教堂

### 圣安德鲁斯城堡
圣安德鲁斯城堡的遗迹位于镇北处的一个悬崖上。这个建于1200年的城堡最早是教区主教的住所兼监狱，历史上几经修复。在粗暴求婚战争期间，城堡曾被包围、占领和洗劫。今天人们看到的城堡遗迹建于1549年至1571年间，由约翰·汉密尔顿主教主持重修。修复后城堡引入文艺复兴风格，同时保持了坚固的防御工事。但苏格兰宗教改革后，主教被逐出城堡，新来的主人无力维持城堡的维护，最终令其变为废墟。目前城堡是保护地标。

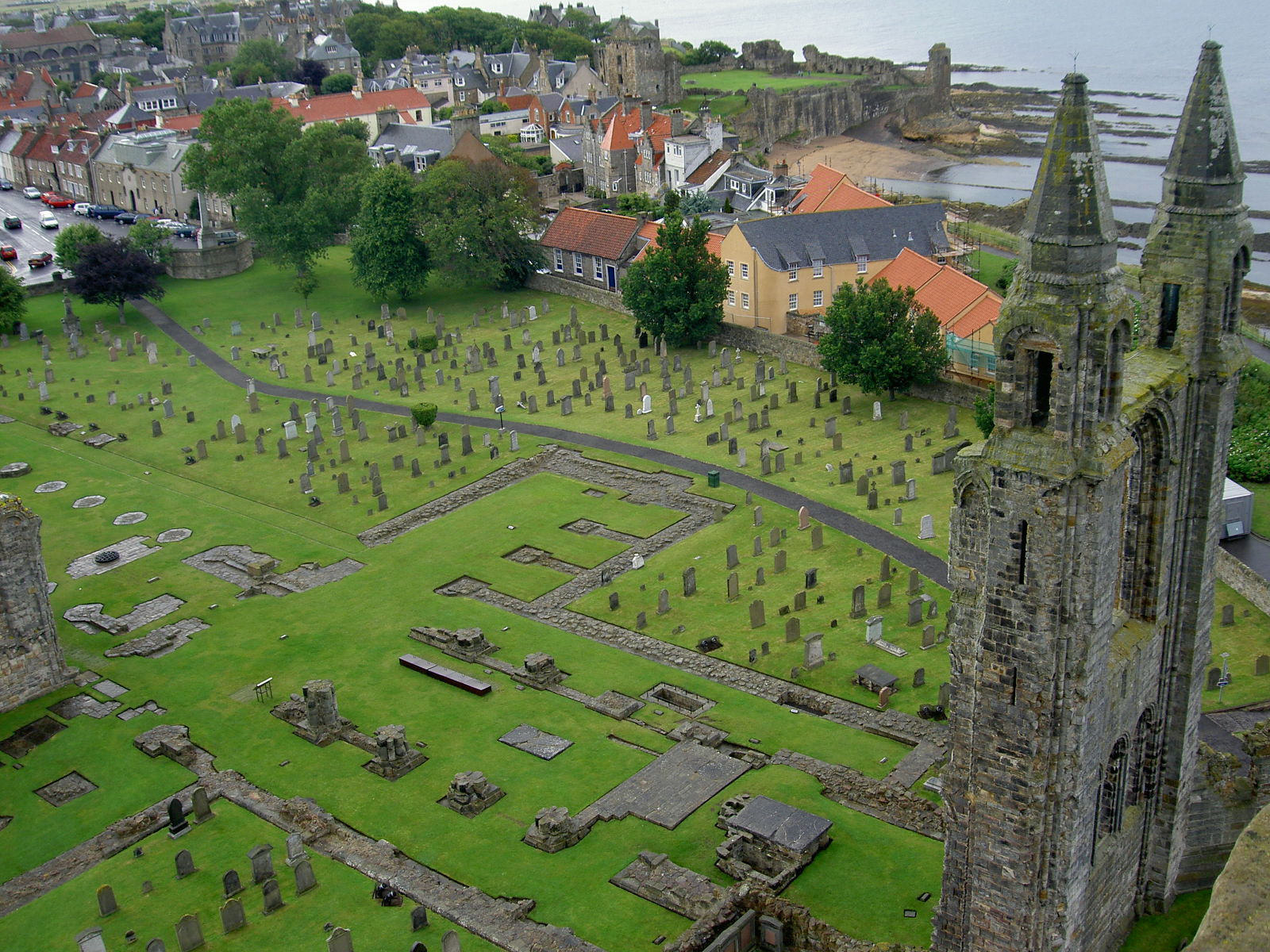
圣鲁尔斯塔上俯瞰圣安德鲁斯座堂遗迹

### 圣安德鲁斯主教座堂
圣安德鲁斯主教座堂的遗迹位于镇中心东侧。这座教堂曾经是苏格兰最大的建筑。位于座堂东南侧的圣鲁尔斯教堂落成于1120年至1150年间，是最早的座堂。圣鲁尔斯塔内存放着圣安德鲁斯的遗骨。在罗伯特·肯尼迪主教去世后，阿诺德主教于1160年在圣鲁尔斯教堂旁边开始修建新主教座堂。座堂的修建工作一直持续到了1318年。国王罗伯特一世参加了落差典礼。教堂在苏格兰宗教改革时期被洗劫，荒废至今。

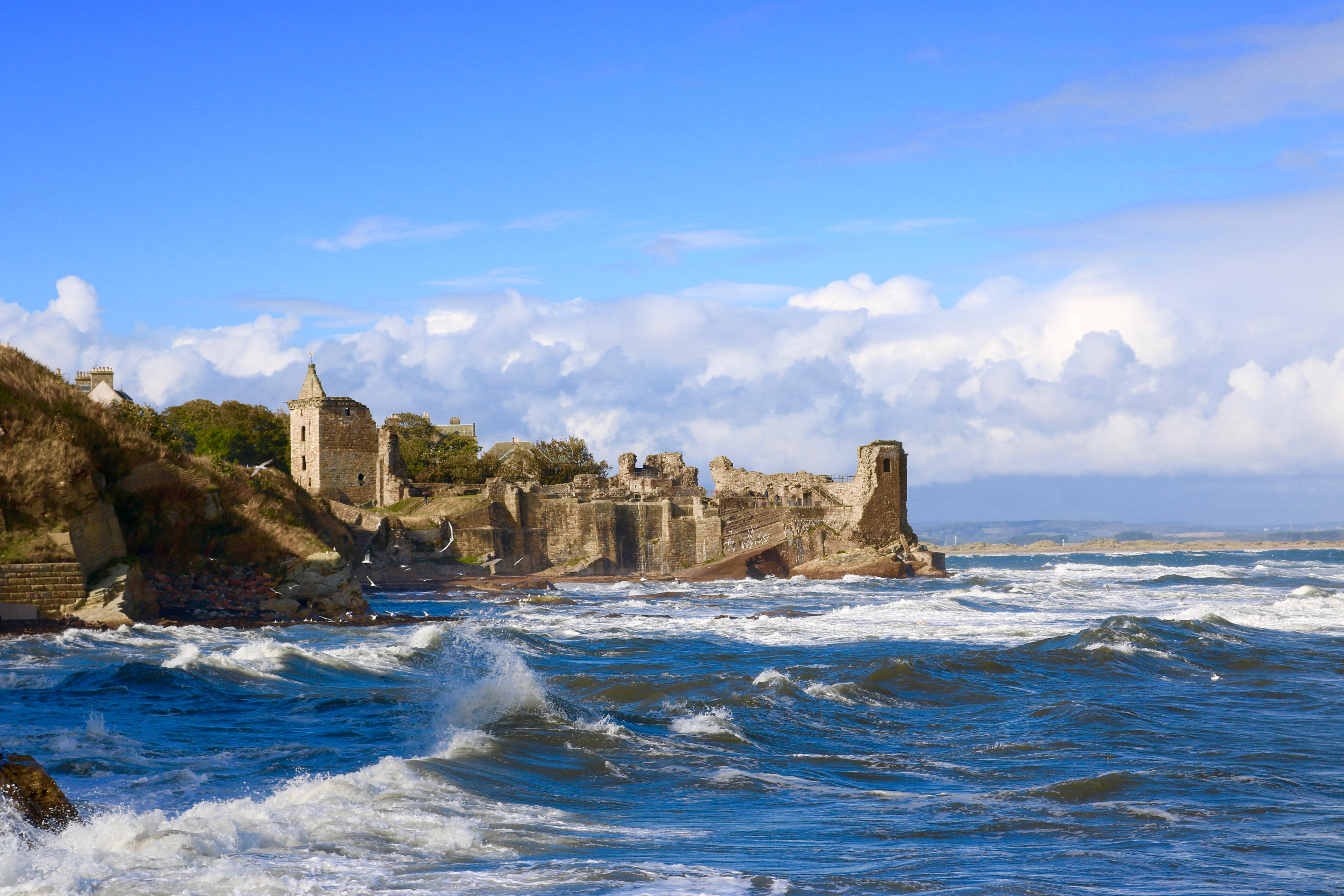
圣安德鲁斯城堡遗迹

### 其他
黑修士修道院的后殿遗址今日仍屹立在南街上，位于马德拉斯学院门口。镇上也散落着不少中世纪到近代早期的建筑，例如圣安德鲁斯学院内的圣萨尔瓦多教堂、圣莱昂纳德教堂等。南城堡街7号是原本是17世纪的渔民住宅。

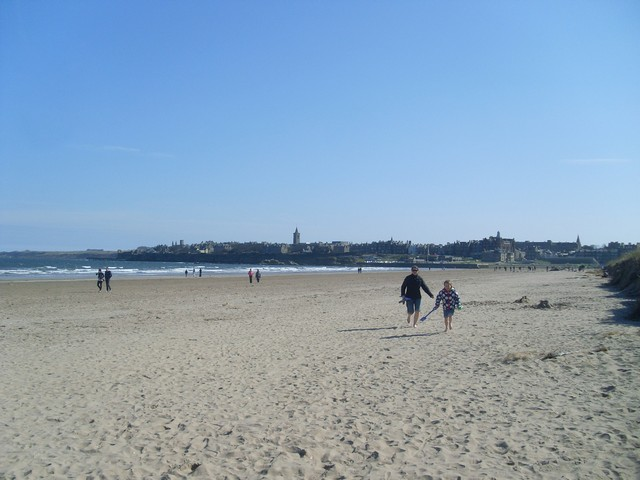
西沙海滩

西沙海灘（West Sands Beach）是1981年電影《列火戰車》（Chariots of Fire）片中跑者在海灘練跑的取景地。2012年伦敦奥运会开幕式上这段录影在剪辑后又被搬上舞台。

## 体育
圣安德鲁斯被广泛的认为是高尔夫球的发源地。最早有关高球运动的记录可以追溯1552年，当时汉密尔顿主教准许人们在伊甸河旁的球场上打球。镇议会在1894年买下了著名的聖安德魯老球場。这座中世纪就存在的球场在1873年第一次举办了英國高爾夫球公開賽。根据杰克·尼克劳斯的说法，凡是想要出名的高球选手都必须在圣安德鲁斯打过球。目前圣安德鲁斯一共有7座球场。

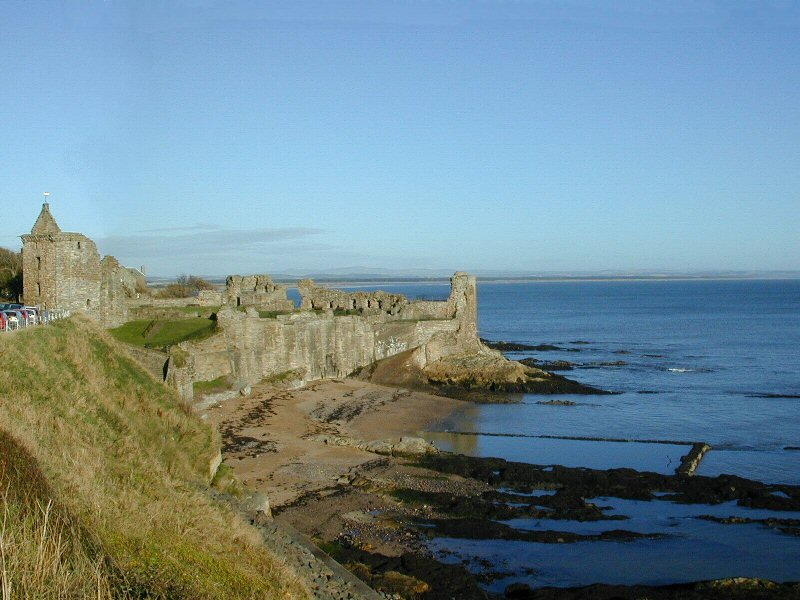
圣安德鲁斯城堡遗迹

皇家古老高爾夫俱樂部（Royal and Ancient Golf Club），2004年前高尔夫运动在全世界（除美国与墨西哥）的主管机构。高尔夫运动今天的18洞赛程，就是起源于圣安德鲁斯。
圣安德鲁斯其他的体育组织有皮筏艇俱乐部、青少年足球队、英式橄榄球队、网球俱乐部，除此之外，圣安德鲁斯大学的联合体育队囊括诸多职业运动。
东沙康健中心（East Sands Leisure Centre）位于小镇东侧的海边，于1988年开放，是镇上唯一包含了游泳池和健身中心的公共空间。圣安德鲁斯大学曾有计划斥资建立新的康健中心。

## 教育

### 初等教育
圣安德鲁斯一共有1所中学、1所私立学校和3所小学。1972年开办的坎农门小学（Canongate Primary School）位于圣安德鲁斯植物园旁，2008年一共有215名学生。洛希德小学（Lawhead Primary School）于1974年开办，位于镇西侧，共有181名学生。灰修士小学（Greyfriars Primary School）是一所天主教小学，位于镇南侧。

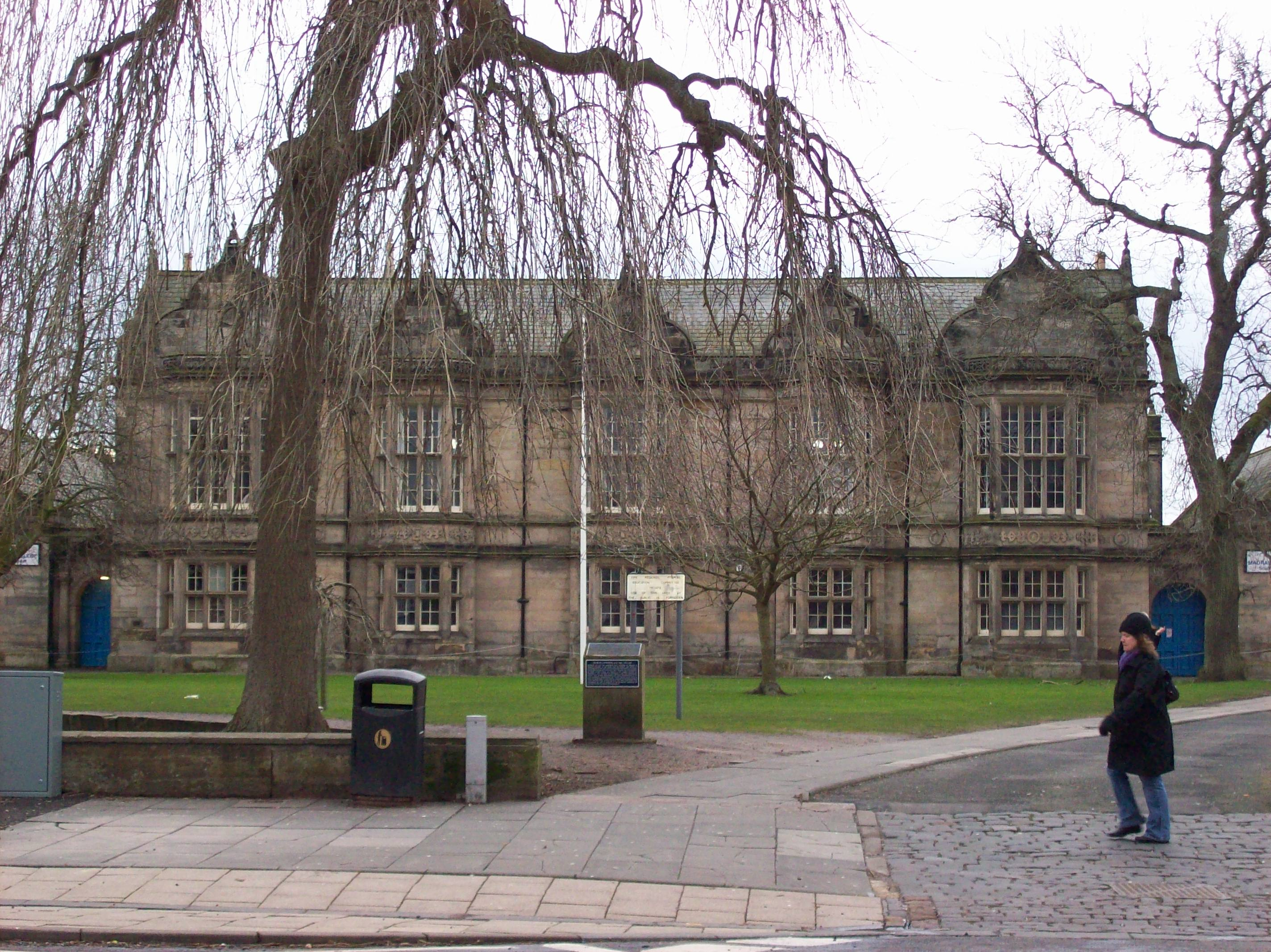
马德拉斯学院

马德拉斯学院（Madras College）是圣安德鲁斯唯一的中学。学院由教育家安德鲁·贝尔创立于1833年，采用了马德拉斯学制。贝尔的初衷是建立一所能让穷人和富人孩子一起学习的学校。马德拉斯学院一共有两个校区：克尔里蒙特（Kilrymont）校区和南街校区。一至三年级学生在克尔里蒙特校区，四至六年级学生在南街校区。学院从2006年开始便开始筹措修建新校区，最初的计划是借用圣安德鲁斯大学的土地，但该计划在2011年8月被否决。2011年10月，法夫议会主导了一次记分投票，结果重修克利尔蒙特校区的提议收到最多选票。2011年11月该方案获得通过，预计耗资4000万英镑。由于遭到部分学生家长的反对，工程在2015年被搁置。2020年，学院宣布将出售克尔里蒙特校区，新校区将重新择址。
圣莱昂纳德学校（St Leonards School）建于1877年，最初是一家女子学校，1882年更为现名。学校坐落于圣安德鲁斯港口西侧，占地30英亩。2005年，学校和1933年成立的新公园学校（New Park）合并。学校建在圣莱昂纳德学院的原址上，其中的圣莱昂纳德堂是最古老的建筑。

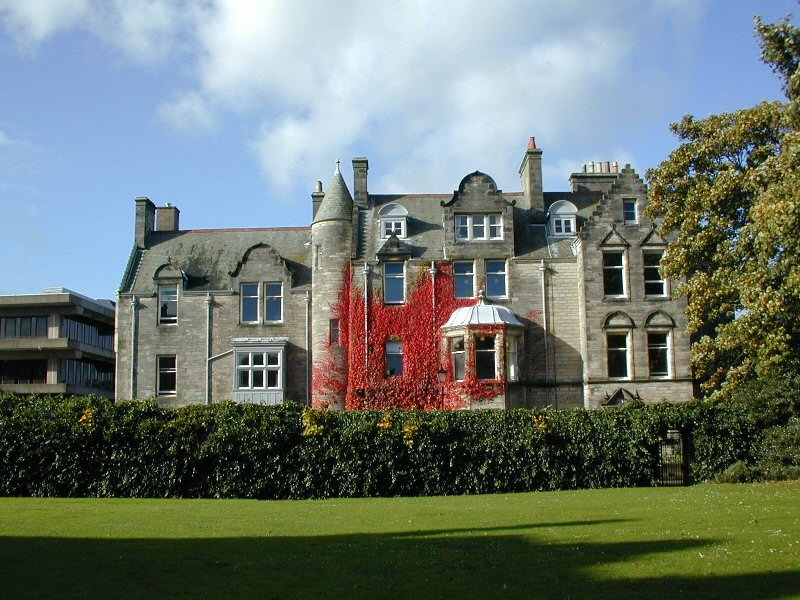
圣安德鲁斯大学的古典学系

### 高等教育
圣安德鲁斯大学建校于1410年至1413年间，是苏格兰第一、全英第三古老的学院，仅次于牛津大学和剑桥大学。圣安德鲁斯大学是英国的顶尖大学之一，常年位列全英排名前5。剑桥公爵和剑桥公爵夫人曾经在圣安德鲁斯大学就读。

## 人口結構
2001年人口普查顯示聖安德魯斯的人口為14209人。2008年，人口增加到16880，2012年增加到16800人。聖安德魯斯的人口結構和蘇格蘭類似，16-29歲的年輕人占總人口的大部分，達37%。男性平均年齡為29歲，女性為34歲。
87.78%的居民出生在英國，其中61.8%的人口出生在蘇格蘭，0.65%的居民出生在愛爾蘭，4.18%的人口來自其他歐盟國家，剩下的7.42%來自全球各地。在16到74歲的人口中，23.94%有全職工作，8.52%有兼職工作，4.73%是自由職業，31.14%是有工作的學生，9.08%是無業學生，失業人口占1.94%。還有2.84%的人口因為健康原因無法工作。

## 經濟
聖安德魯斯的主要產業為旅遊業和大學帶動的產業。聖安德魯斯的房價在蘇格蘭屬於極高的一類。2016年，史各街（The Scores）的平均房價為200萬英鎊。

## 气候
圣安德鲁斯属温带海洋性气候，一年四季都较为凉爽。冬季白天气温通常在4摄氏度（39华氏度），低于同等纬度的城市（例如莫斯科），且极少下雪。但圣安德鲁斯处于风带上因而经常遭受强风吹袭，霜冻的情况较为常见。最近的气象观测站在3.25英里外的卢卡斯。
圣安德鲁斯录得的夏季最高温是30.8摄氏度（87.4华氏度），记录时间是1990年8月。通常来说，一年最热的一天不会超过26.1摄氏度（79华氏度），而超过25.1摄氏度（77.2华氏度）的日子只有2两天。历史上最热的一个月是2006年7月，平均气温达到了16.8摄氏度（62.2华氏度）。
圣安德鲁斯的历史低温发生在1972年2月，仅录得零下14.5摄氏度（5.9华氏度）。通常冬季夜间的最低温不会低于零下8.3摄氏度（17.1华氏度），而平均每年不超过60天时间会发生霜冻。2010年12月是有气象记录以来最冷的一个月，平均气温达到了零下0.8摄氏度（30.6华氏度）。
因为群山的阻挡，圣安德鲁斯是苏格兰最干燥的地区之一，年均降水量少于650毫升。相比之下，圣安德鲁斯的日照时间则是苏格兰最长的之一，年均日照时间达到了1500小时，可以和英格兰部分地区媲美。
| 卢卡斯, 海拔10公尺, 所有数据（1971–2000）, 极端天气（1960-） | 卢卡斯, 海拔10公尺, 所有数据（1971–2000）, 极端天气（1960-） | 卢卡斯, 海拔10公尺, 所有数据（1971–2000）, 极端天气（1960-） | 卢卡斯, 海拔10公尺, 所有数据（1971–2000）, 极端天气（1960-） | 卢卡斯, 海拔10公尺, 所有数据（1971–2000）, 极端天气（1960-） | 卢卡斯, 海拔10公尺, 所有数据（1971–2000）, 极端天气（1960-） | 卢卡斯, 海拔10公尺, 所有数据（1971–2000）, 极端天气（1960-） | 卢卡斯, 海拔10公尺, 所有数据（1971–2000）, 极端天气（1960-） | 卢卡斯, 海拔10公尺, 所有数据（1971–2000）, 极端天气（1960-） | 卢卡斯, 海拔10公尺, 所有数据（1971–2000）, 极端天气（1960-） | 卢卡斯, 海拔10公尺, 所有数据（1971–2000）, 极端天气（1960-） | 卢卡斯, 海拔10公尺, 所有数据（1971–2000）, 极端天气（1960-） | 卢卡斯, 海拔10公尺, 所有数据（1971–2000）, 极端天气（1960-） | 卢卡斯, 海拔10公尺, 所有数据（1971–2000）, 极端天气（1960-） |
| 月份                                                         | 1月                                                          | 2月                                                          | 3月                                                          | 4月                                                          | 5月                                                          | 6月                                                          | 7月                                                          | 8月                                                          | 9月                                                          | 10月                                                         | 11月                                                         | 12月                                                         | 全年                                                         |
| ------------------------------------------------------------ | ------------------------------------------------------------ | ------------------------------------------------------------ | ------------------------------------------------------------ | ------------------------------------------------------------ | ------------------------------------------------------------ | ------------------------------------------------------------ | ------------------------------------------------------------ | ------------------------------------------------------------ | ------------------------------------------------------------ | ------------------------------------------------------------ | ------------------------------------------------------------ | ------------------------------------------------------------ | ------------------------------------------------------------ |
| 历史最高温 °C（°F）                                          | —                                                            | —                                                            | —                                                            | —                                                            | —                                                            | 29.1 (84.4)                                                  | 29.1 (84.4)                                                  | 30.8 (87.4)                                                  | 26.6 (79.9)                                                  | 23.2 (73.8)                                                  | 17.1 (62.8)                                                  | 14.9 (58.8)                                                  | 30.84 (87.51)                                                |
| 平均高温 °C（°F）                                            | 6.3 (43.3)                                                   | 6.9 (44.4)                                                   | 9.0 (48.2)                                                   | 11.0 (51.8)                                                  | 13.6 (56.5)                                                  | 16.8 (62.2)                                                  | 19.0 (66.2)                                                  | 18.9 (66.0)                                                  | 16.2 (61.2)                                                  | 12.8 (55.0)                                                  | 9.0 (48.2)                                                   | 7.0 (44.6)                                                   | 12.2 (54.0)                                                  |
| 平均低温 °C（°F）                                            | 0.4 (32.7)                                                   | 0.6 (33.1)                                                   | 1.8 (35.2)                                                   | 3.2 (37.8)                                                   | 5.6 (42.1)                                                   | 8.4 (47.1)                                                   | 10.5 (50.9)                                                  | 10.3 (50.5)                                                  | 8.4 (47.1)                                                   | 5.7 (42.3)                                                   | 2.4 (36.3)                                                   | 1.1 (34.0)                                                   | 4.9 (40.8)                                                   |
| 历史最低温 °C（°F）                                          | −13.7 (7.3)                                                  | −14.5 (5.9)                                                  | −11.7 (10.9)                                                 | −5.8 (21.6)                                                  | −3 (27)                                                      | 0.0 (32.0)                                                   | 2.4 (36.3)                                                   | 2.2 (36.0)                                                   | −0.9 (30.4)                                                  | −3.8 (25.2)                                                  | −10.2 (13.6)                                                 | −13.1 (8.4)                                                  | −14.5 (5.9)                                                  |
| 平均降水量 mm（）                                            | 68.6 (2.70)                                                  | 45.8 (1.80)                                                  | 49.5 (1.95)                                                  | 43.9 (1.73)                                                  | 49.5 (1.95)                                                  | 51.1 (2.01)                                                  | 46.8 (1.84)                                                  | 47.2 (1.86)                                                  | 61.7 (2.43)                                                  | 66.4 (2.61)                                                  | 57.3 (2.26)                                                  | 66.2 (2.61)                                                  | 653.9 (25.74)                                                |
| 月均日照時數                                                 | 58.9                                                         | 76.6                                                         | 119.0                                                        | 152.1                                                        | 195.0                                                        | 191.1                                                        | 190.7                                                        | 173.9                                                        | 133.2                                                        | 105.4                                                        | 77.4                                                         | 49.9                                                         | 1,523.2                                                      |
| 来源：Met Office                                             |                                                              |                                                              |                                                              |                                                              |                                                              |                                                              |                                                              |                                                              |                                                              |                                                              |                                                              |                                                              |                                                              |

## 自然和人文景观

### 水渠步道
水渠步道（Lade Braes Walk）是一条2.5公里长的观景步道，得名于中世纪时期的一条引水渠。步道的起点在马德拉斯学院附近，然后一路往西穿过库克萨公园（Cockshaugh Park）到洛磨坊（Law Mill）。水渠建于1144年前，目的是将上游的水引入座堂修道院的水力磨坊。19世纪晚期，水渠被填平后，人们将其中一段周围布置植被景观。磨坊的旧址目前是三级保护建筑。

### 圣安德鲁斯大学博物馆
圣安德鲁斯大学博物馆（MUSA）是一座位于圣安德鲁大学校园内的小型博物馆，主要展示和大学历史有关的展品，同时也展出一些不同主题的艺术品。博物馆免费对公众开放。目前博物馆正在装修，预计在2020年以华德洛博物馆（Wardlaw Museum）的名字开幕。博物馆的主要藏品包括15世纪的大学权杖等。

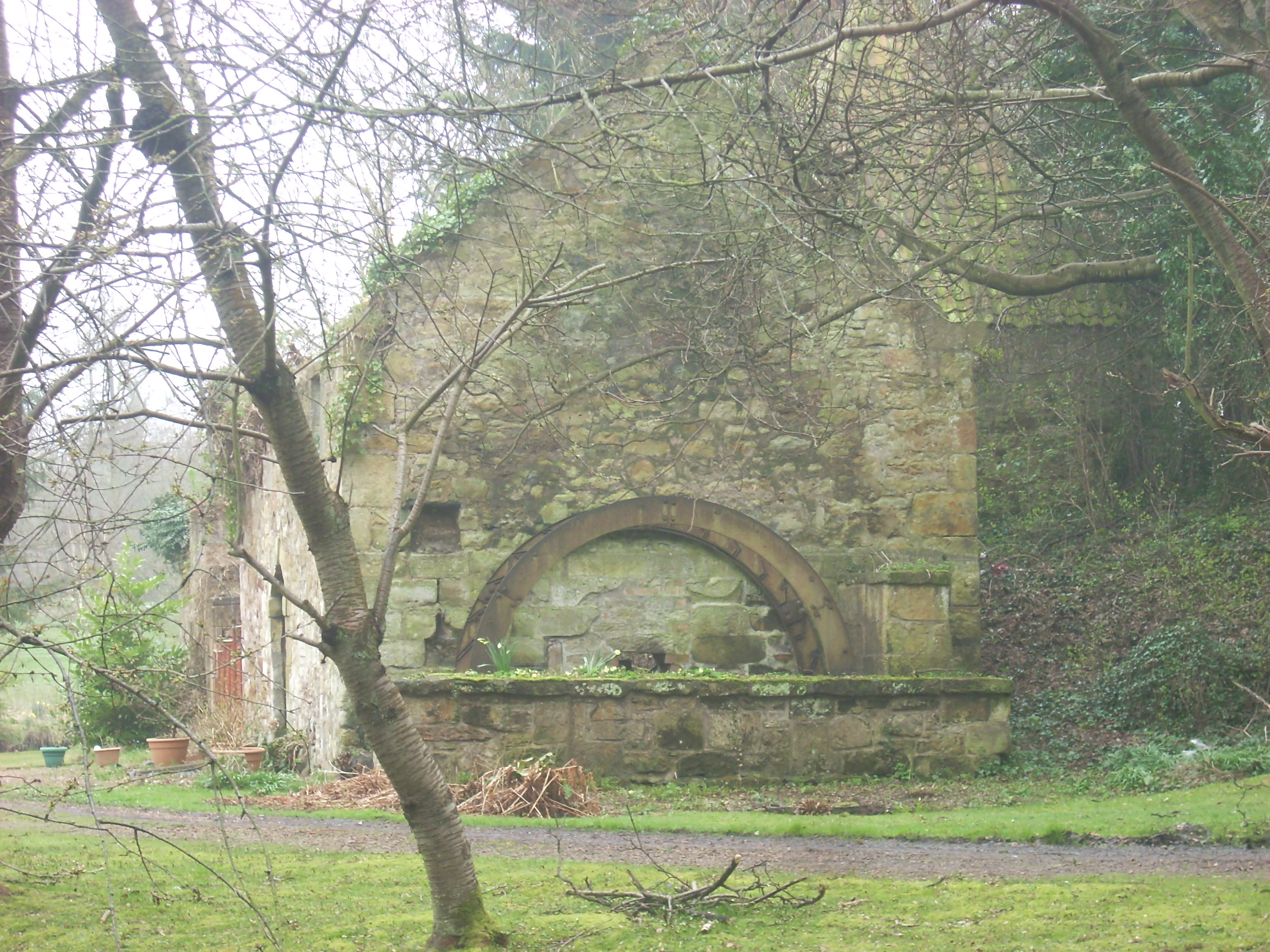
水渠步道尽头的中世纪磨坊

### 圣安德鲁斯植物园
圣安德鲁斯植物园占地18英亩，坐落于镇南部的坎农门社区。园内种植了超过8000种本土和海外的植物，覆盖了树林、草坪、灌木丛、池塘和假山等景观。园内还有蔬菜和草药园和数个温室（其中一个是蝴蝶园）。植物园需要门票进入，但对圣安德鲁斯的师生免费开放。

### 圣安德鲁斯博物馆
圣安德鲁斯博物馆是镇政府资助成立的小型博物馆，于1991年开放。博物馆收藏位于金伯恩（Kinburn）宅邸内，内部展示圣安德鲁斯的历史文物。博物馆免费开放。

### 圣安德鲁斯海洋馆
圣安德鲁斯海洋馆位于镇中心北面的悬崖底部，内部展示了许多鱼类、企鹅和狐獴。

## 友好城市
- 法國 洛什